# Final Fight Championship
Le Final Fight Championship (FFC) est une organisation croate d'arts martiaux mixtes (MMA) et kickboxing.